# أصابع الاتهام (فلم 1931)
أصابع الإتهام (بالإنجليزية: The Finger Points) فيلم جريمة أمريكي انتج عام 1931 من إخراج جون فرانسيس ديلون وبطولة كلارك غيبل.

## روابط خارجية
- مقالات تستعمل روابط فنية بلا صلة مع ويكي بيانات